# Lengola (peuple)
Pour les articles homonymes, voir Lengola.
Les Lengola sont une population d'Afrique centrale, vivant dans la zone forestière équatoriale du centre-est de la république démocratique du Congo, de part et d'autre de la Lualaba – le haut du fleuve Congo. On les rattache au grand groupe des Mongo.

## Langue
Ils parlent le lengola, une langue bantoue, dont le nombre de locuteurs était estimé à 100 000 en 1998.

## Culture
De par leur organisation sociale et leurs productions, les Lengola sont assez proches des Metoko et des Kumu, également des Mbole et des Yela, et il n'est pas toujours facile de distinguer leurs réalisations. D'autres similitudes stylistiques suggèrent l'influence des Lega, leurs voisins à l'est.
Les Lengola sculptent notamment de grandes statues articulées, en bois, qui sont utilisées lors des cérémonies d'initiation de la société kota. Les masques sont peu nombreux.

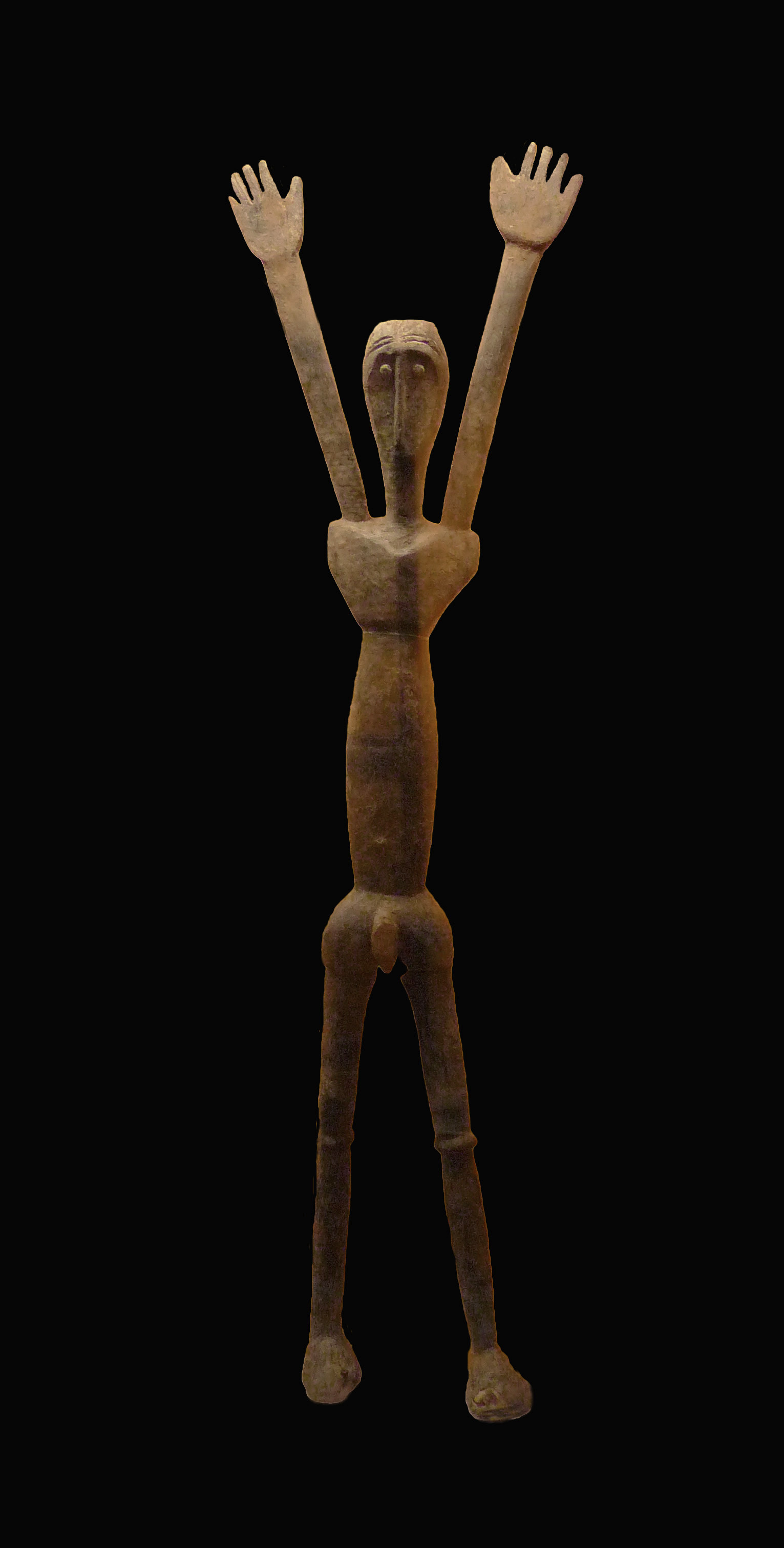
Grande statue articulée
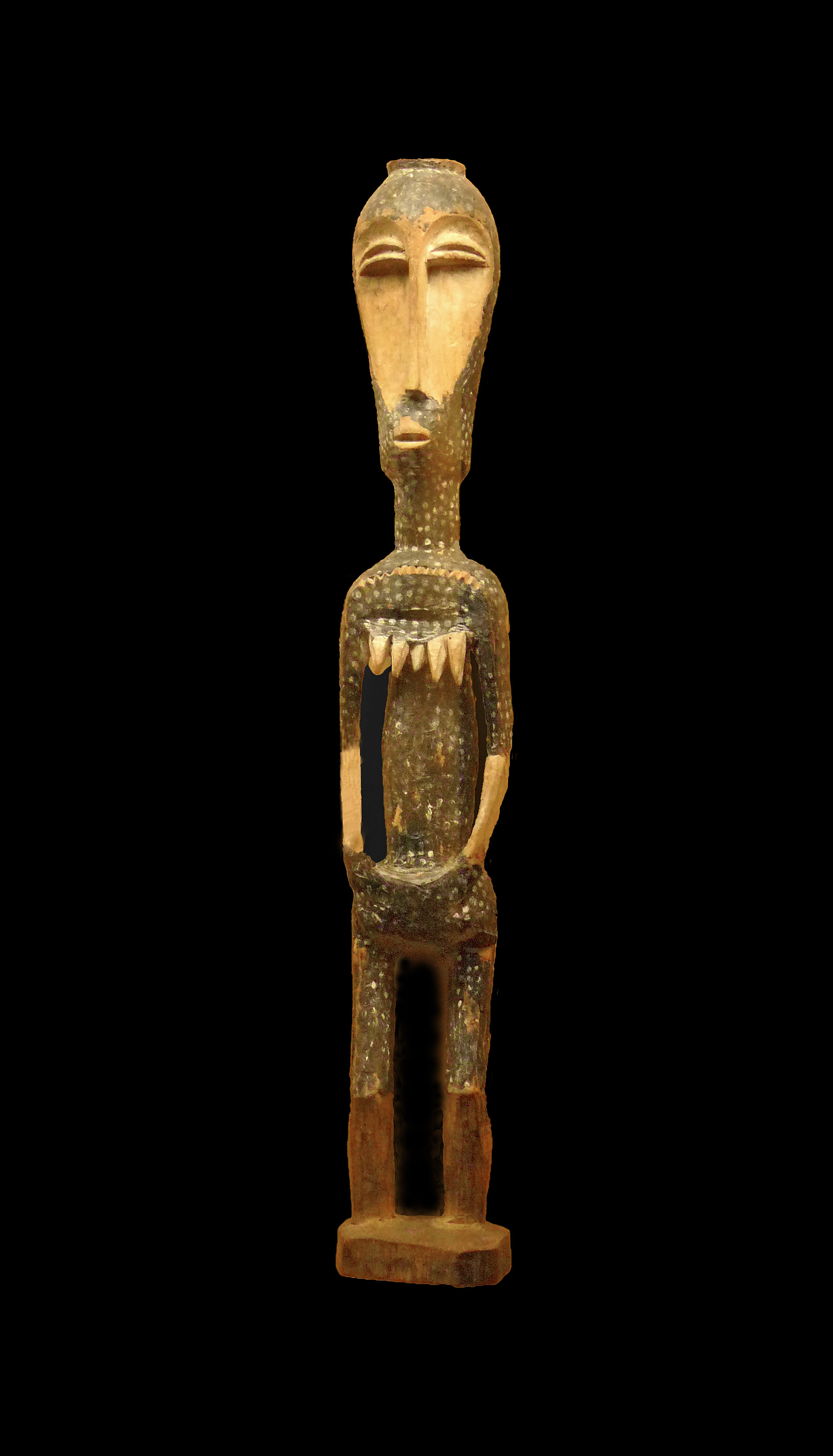
Statuette de fécondité
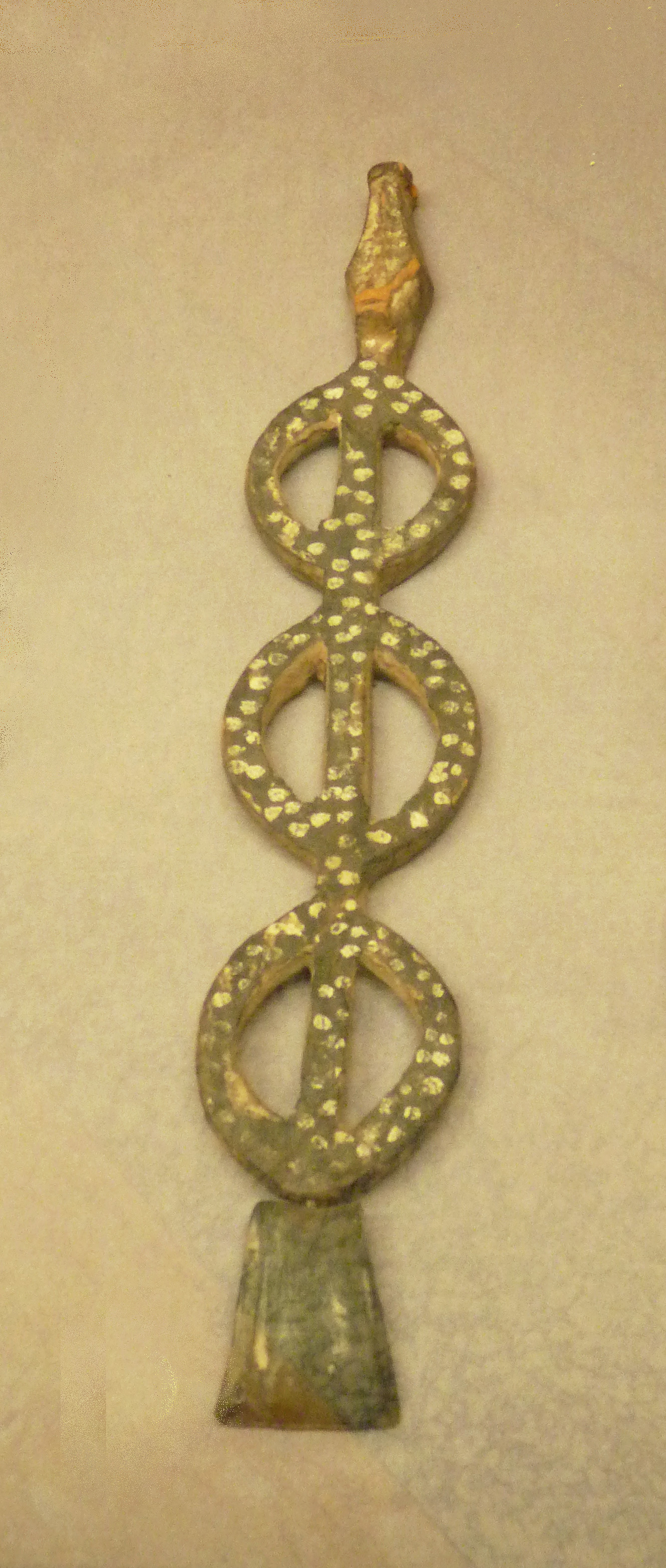
Sceptre rituel de la société d'initiation du Kota

## Histoire
À partir de février 2023, les Mbole reprochent aux Lengola d'avoir vendu des terres situées à Lubunga dans la Tshopo dont les Mbole s'estiment propriétaires. En octobre 2023, 500 morts et 70 000 déplacés sont reliés à ce conflit entre Lengola et Mbole que les autorités congolaises n'arrivent pas à contrôler et qui s'étend jusqu'à Kisangani,,,.